# Němá tajemství
Snímek Němá tajemství je české vztahové drama s kriminální zápletkou; dotýká se afázie, poruchy řeči, ke které dochází v důsledku mrtvice či těžkého úrazu hlavy. Režie se ujal Tomáš Mašín, jenž s Alicí Nellis napsal scénář. Výrobu zajistil Donart a Česká televize. Předpremiéra filmu proběhla v pražské Lucerně 5. září; premiéra pak dva dny poté.

## Obsazení
| Jana Plodková        | Erika Hrubá, manželka Martina |
| Marián Mitaš         | veterinář MVDr. Martin Hrubý  |
| Milena Steinmasslová | Dana Hrubá, matka Martina     |
| Jiří Havelka         |                               |
| Magdaléna Borová     | veterinářka Jana              |
| Igor Chmela          |                               |
| Jan Révai            |                               |
| Marie Poulová        |                               |
| Lucie Juřičková      |                               |
| Filip Zvolenský      |                               |

## Kritika
- Mirka Spáčilová, MF DNES / iDNES.cz  65 %[3]
- Věra Míšková, Právo / Novinky.cz  80 %[4]
- Martin Svoboda, Kinobox  70 %[5]